# Construction des entiers naturels
 (mars 2021).
Si vous disposez d'ouvrages ou d'articles de référence ou si vous connaissez des sites web de qualité traitant du thème abordé ici, merci de compléter l'article en donnant les références utiles à sa vérifiabilité et en les liant à la section « Notes et références ».
Il existe plusieurs méthodes classiques de construction des entiers naturels, mais on utilise aujourd’hui le plus souvent celle due à von Neumann .

## Méthode de von Neumann

### Définition des entiers
Dans la théorie des ensembles, on définit les entiers par récurrence, en construisant explicitement une suite d'ensembles à partir de l'ensemble vide (la théorie des ensembles postule qu'il existe au minimum un tel ensemble vide). L'idée centrale de cette méthode est de considérer chaque entier à la fois comme un ensemble (contenant le nombre correspondant d'éléments) et comme un nouvel objet ; et de construire des ensembles de plus en plus grands, en rajoutant à chaque étape à l'ensemble précédent, l'objet qui vient juste d'être formé :
- L'ensemble vide, noté {\displaystyle \varnothing }, est (par définition) un entier, noté 0.
- Puis on définit l'entier n[+1] (le successeur de n) comme l'ensemble n U {n} (l'ensemble n, auquel on rajoute l'élément n).

Avec cette définition, l'entier n est l'ensemble {0, 1, ... , n - 1} des entiers naturels qui le précèdent, et la cardinalité de cet ensemble est précisément n. Les premières étapes de la construction de cette suite d'entiers naturels sont :
{\displaystyle {\begin{alignedat}{2}0&{}=\{\}&&{}=\emptyset ,\\1&{}=\{0\}&&{}=\{\emptyset \},\\2&{}=\{0,1\}&&{}=\{\emptyset ,\{\emptyset \}\},\\3&{}=\{0,1,2\}&&{}=\{\emptyset ,\{\emptyset \},\{\emptyset ,\{\emptyset \}\}\}.\end{alignedat}}}
On peut ainsi construire, de proche en proche, une série d'ensembles dont chacun a un successeur (ici noté [+1], parce qu'il ne s'agit pas de l'addition mais d'une relation de succession), et dont on peut démontrer que chacun est différent de tous ses prédécesseurs.

### Ensemble de tous les entiers
L'axiome de l'infini est nécessaire pour assurer l'existence d'un ensemble contenant tous les entiers naturels. L'intersection de tous les ensembles de ce type (contenant 0 et clos pour l'opération successeur) est alors l'ensemble des entiers naturels. On peut vérifier que ce dernier satisfait les axiomes de Peano.

### Opérations sur les entiers
Dès lors, on peut définir l’addition de deux entiers +, leur multiplication ⋅, et la puissance, par récurrence, en posant pour tout naturels {\displaystyle n} et {\displaystyle k} :
Les propriétés usuelles de ces trois lois se démontrent ensuite toutes par récurrence, en utilisant les propriétés du rang 1. On établit ainsi dans l’ordre l’associativité de +, la commutativité de +, la distributivité à gauche de ⋅ sur +, la neutralité à gauche et à droite de 1 pour ⋅, la distributivité à droite de ⋅ sur +, la commutativité de ⋅, la transformation de la somme en produit puis finalement la transformation du produit en puissance par l’exponentiation.

## Méthode de Peano
Giuseppe Peano et Richard Dedekind ont  axiomatisé  l'arithmétique à la fin du XIXe siècle. Dans cette approche les entiers naturels sont une notion première, ainsi que la relation "est successeur de". Elle est très utilisée en informatique par les outils de démonstration automatique de théorèmes et de réécriture de termes; dans ces outils, les entiers naturels sont représentés comme des termes algébriques construits à partir de deux opérations zero et succ: l'entier 0 correspond au terme zero, l'entier 1 au terme succ (zero), l'entier 2 au terme succ (succ (zero)), et ainsi de suite.